# 大刀光電右エ門
大刀光 電右エ門（たちひかり でんえもん、1963年9月12日 - ）は、千葉県千葉市出身の元大相撲力士、プロレスラー。本名は河原 修（かわはら おさむ）。

## 来歴

### 大相撲力士時代
1963年9月12日に千葉県千葉市で、母親がスナックを経営している家に三男として生まれる。小学校高学年では少年野球で速球派投手として活躍していたが、千葉市立花園中学校では一転してバレーボール・サッカーなど様々な球技を行っていた。中学校時代のある日、教師から半ば強引に参加を誘われた相撲の全国大会へ出場するなど、次第に相撲を始めるようになった。
安田学園高等学校進学後は相撲部に所属し、1年先輩である寺尾常史から稽古を付けられていたが、寺尾が2年生で中退したことで河原も1年生の11月に中途退学、スナックを廃業した母親が勤務する千葉畜産工業に就職した。この時点で相撲とは縁を切っていたが、職場に出入りしてた千葉県経済連合の人物が友綱の友人だったことで、彼が出入りしていた1年間に渡って入門を勧められ、最後は説得されて友綱部屋へ入門した。
1982年1月場所において初土俵を踏む。四股名は当初は本名の「河原」だったが、師匠・友綱から出世を大いに期待されたことから、大正時代に同じ友綱部屋から初土俵を踏んだ大関・太刀光電右エ門の四股名を与えられた（のちに姓名診断を行ってもらった母親の勧めで「大刀光電右エ門」と改名）。1988年7月場所で新十両に昇進し、十両で一進一退を続けた後に1992年7月場所で新入幕を果たした。長身で厳つい容貌と長い揉み上げがトレードマークで、長身を生かした右四つからの上手投げは豪快かつ威力があり「大刀光スペシャル」「電右エ門スペシャル」と称された。上手投げだけでなく下手投げも強かったが、取り口が非常に大雑把で立合いの厳しさに欠けており、肩越しに上手を取ってから相手を振り回したり、土俵際での波離間投げなど逆襲・逆転に頼る相撲は幕内で通用せず、幕内在位は新入幕の1場所で終わった。
十両陥落も逆襲に頼り切る相撲は、次第に相手に「土俵際で注意せよ」と思われたように取り口を完全に研究、覚えられて一度も勝ち越すことが出来ず、1994年1月場所では西幕下29枚目で全敗を喫したのを最後に、日本相撲協会に残らず廃業した。

### プロレス転向
日本相撲協会を廃業した後は、WARにて顔にペイントを施して「大和」と名乗り、「相撲軍団」のメンバーとして活動した後、正式にプロレスへ参入した。WARのみならず大日本プロレス・SPWFプロレスなどのリングにも上がって対戦した。大相撲では活躍できなかったが、力士として鍛え抜かれた巨体に加えて、力士出身特有の足腰の強さと突進力を武器に、2000年のPRIDEグランプリ参戦を皮切りにDEEPなどの総合格闘技にも挑戦しているが、全敗となった。一時期は母親と同じくスナックを経営していたこともあり、現在は水道配管業を本業としている。

## エピソード
- 高校の1年先輩に寺尾常史がおり、安田学園高等学校時代に稽古を付けてもらったが、新入幕の場所に寺尾と対戦して勝利を収め、「恩返し」を果たした。
- 新十両昇進を果たした際にNHKのインタビューにおいて、「目標とする力士は誰か」との質問に「陣岳関です」と回答した。しかし、二人は体格は似ているものの相撲の取り口はあまり似ておらず、大刀光がなぜ陣岳と回答したのかは謎である。この一件は後にやくみつるの漫画のネタとなった。
- 同じ角界出身の高木功（嵐）とは「チーム・コンボイ」の名でタッグを組んでプロレスで試合を行う機会が多かった。大半の試合ではそれぞれ「嵐」「大刀光 修」名義で行ったが、デスマッチをメインに行う団体（大日本プロレスなど）ではそれぞれ本名の「高木 功」「河原 修」名義で試合を行った。
- 実子の河原正実も太刀光同様角界に進み、阿武松部屋に入門。2008年3月場所に本名で初土俵を踏んでいる。後に阿光と改名し[2]、2019年７月場所には自己最高位の西三段目20枚目まで番付を上げたが、2020年7月場所限りで引退。親子二代揃っての関取昇進は叶わなかった。
- まだ魁皇博之が関取昇進前で太刀光の付け人だった頃、酒乱で知られる魁皇が酒に酔って人格が豹変し、太刀光を追いかけ回したと伝わる。

## 主な成績

### 大相撲
- 通算成績：340勝316敗1分7休
- 通算幕内成績：7勝8敗
- 通算在位：73場所
- 幕内在位：1場所
- 各段優勝：序ノ口優勝1回（1982年3月場所）

#### 場所別成績
| | 一月場所 初場所（東京） | 三月場所 春場所（大阪） | 五月場所 夏場所（東京） | 七月場所 名古屋場所（愛知） | 九月場所 秋場所（東京） | 十一月場所 九州場所（福岡）  |
| --- | ----------------------- | ----------------------- | ----------------------- | --------------------------- | ----------------------- | ---------------------------- |
| 1982年 （昭和57年） | （前相撲）              | 東序ノ口36枚目 優勝 6–1 | 東序二段82枚目 2–5      | 西序二段101枚目 5–2         | 西序二段61枚目 5–2      | 西序二段16枚目 4–3           |
| 1983年 （昭和58年） | 西三段目85枚目 3–4      | 西序二段9枚目 6–1       | 西三段目43枚目 5–2      | 西三段目10枚目 4–3          | 西幕下57枚目 3–4        | 西三段目9枚目 5–2            |
| 1984年 （昭和59年） | 東幕下45枚目 2–5        | 西三段目9枚目 4–3       | 西幕下57枚目 4–3        | 東幕下41枚目 3–4            | 東幕下53枚目 3–4        | 西三段目5枚目 3–4            |
| 1985年 （昭和60年） | 西三段目20枚目 4–3      | 東三段目8枚目 3–4       | 西三段目23枚目 3–4      | 西三段目37枚目 5–2          | 西三段目6枚目 3–4       | 西三段目19枚目 5–1 （引分1） |
| 1986年 （昭和61年） | 西幕下47枚目 5–2        | 西幕下28枚目 5–2        | 東幕下17枚目 5–2        | 西幕下10枚目 4–3            | 西幕下5枚目 休場 0–0–7  | 西幕下45枚目 3–4             |
| 1987年 （昭和62年） | 西幕下57枚目 5–2        | 西幕下38枚目 4–3        | 東幕下29枚目 6–1        | 西幕下12枚目 5–2            | 東幕下4枚目 2–5         | 東幕下18枚目 4–3             |
| 1988年 （昭和63年） | 西幕下12枚目 4–3        | 西幕下6枚目 4–3         | 東幕下4枚目 5–2         | 東十両13枚目 8–7            | 西十両9枚目 7–8         | 西十両10枚目 8–7             |
| 1989年 （平成元年） | 東十両7枚目 6–9         | 東十両12枚目 9–6        | 東十両7枚目 6–9         | 西十両11枚目 7–8            | 西十両12枚目 5–10       | 東幕下3枚目 3–4              |
| 1990年 （平成2年） | 東幕下7枚目 3–4         | 西幕下14枚目 4–3        | 東幕下10枚目 3–4        | 西幕下17枚目 4–3            | 東幕下12枚目 3–4        | 西幕下16枚目 4–3             |
| 1991年 （平成3年） | 西幕下10枚目 4–3        | 東幕下6枚目 4–3         | 東幕下3枚目 5–2         | 西十両12枚目 9–6            | 東十両7枚目 9–6         | 西十両3枚目 8–7              |
| 1992年 （平成4年） | 東十両3枚目 8–7         | 西十両筆頭 7–8          | 東十両3枚目 9–6         | 西前頭15枚目 7–8            | 東十両筆頭 6–9          | 東十両7枚目 6–9              |
| 1993年 （平成5年） | 東十両10枚目 6–9        | 西十両13枚目 7–8        | 西幕下筆頭 5–2          | 西十両11枚目 3–12           | 東幕下13枚目 1–6        | 西幕下44枚目 5–2             |
| 1994年 （平成6年） | 幕下29枚目 引退 0–7–0   | x                       | x                       | x                           | x                       | x                            |
| 各欄の数字は、「勝ち-負け-休場」を示す。 優勝 引退 休場 十両 幕下 三賞：敢=敢闘賞、殊=殊勲賞、技=技能賞 その他：★=金星 番付階級：幕内 - 十両 - 幕下 - 三段目 - 序二段 - 序ノ口 幕内序列：横綱 - 大関 - 関脇 - 小結 - 前頭（「#数字」は各位内の序列） |                         |                         |                         |                             |                         |                              |

## 幕内対戦成績
| 力士名   | 勝数 | 負数 | 力士名   | 勝数 | 負数 | 力士名 | 勝数 | 負数 | 力士名 | 勝数 | 負数 |
| -------- | ---- | ---- | -------- | ---- | ---- | ------ | ---- | ---- | ------ | ---- | ---- |
| 恵那櫻   | 1    | 0    | 小城ノ花 | 0    | 1    | 北勝鬨 | 1    | 0    | 琴ヶ梅 | 1    | 0    |
| 大善     | 1    | 0    | 貴ノ浪   | 0    | 1    | 常の山 | 0    | 1    | 寺尾   | 1    | 0    |
| 時津洋   | 1    | 0    | 花ノ国   | 0    | 1    | 舞の海 | 0    | 1    | 両国   | 0    | 1    |
| 和歌乃山 | 1    | 0    |          |      |      |        |      |      |        |      |      |

## 戦績
| 総合格闘技 戦績 | 総合格闘技 戦績 | 総合格闘技 戦績 | 総合格闘技 戦績 | 総合格闘技 戦績 | 総合格闘技 戦績 | 総合格闘技 戦績 |
| --------------- | --------------- | --------------- | --------------- | --------------- | --------------- | --------------- |
| 4 試合          | (T)KO           | 一本            | 判定            | その他          | 引き分け        | 無効試合        |
| 0 勝            | 0               | 0               | 0               | 0               | 0               | 0               |
| 4 敗            | 3               | 1               | 0               | 0               | 0               | 0               |

| 勝敗 | 対戦相手               | 試合結果                         | 大会名                                     | 開催年月日     |
| ×    | エル・カネック         | 1R 4:55 TKO（パウンド）          | DEEP2001 3rd IMPACT X'mas in DIFFER ARIAKE | 2001年12月23日 |
| ×    | 謙吾                   | 1R 0:22 KO（スタンドパンチ連打） | DEEP2001                                   | 2001年1月8日   |
| ×    | ユルコ・ドミトロ       | 1R 2:50 TKO                      | 掣圏道 SWAアルティメットボクシング         | 2000年10月29日 |
| ×    | ゲーリー・グッドリッジ | 1R 0:51 前腕チョーク             | PRIDE GRANDPRIX 2000 開幕戦 【1回戦】      | 2000年1月30日  |

## 四股名改名歴
- 河原 修（かわはら おさむ）：1982年1月場所 - 1984年11月場所
- 太刀光 電右エ門（たちひかり でんえもん）：1985年1月場所 - 1991年7月場所
- 大刀光 電右エ門（読み同じ）：1991年9月場所 - 1994年1月場所（廃業）